# Roodoorastrild
De roodoorastrild (Stagonopleura oculata) is een zangvogel uit de familie van de prachtvinken.

## Verspreiding en leefgebied
Deze soort is endemisch in het zuidwesten van Australië.